# Enver Marić
Pour les articles homonymes, voir Marić.
Enver Marić, né le 16 avril 1948 à Mostar, Bosnie-Herzégovine, Yougoslavie, est un footballeur bosnien. Il était gardien de but. Il s'est aujourd'hui reconverti en entraîneur de gardien. Il fit partie de la sélection yougoslave lors de la Coupe du monde 1974 en Allemagne.

## Carrière de joueur

### En club
- 1967-1976 : FK Velež Mostar
- 1976-1978 : Schalke 04

### Internationale
Il a été sélectionné 32 fois en équipe de Yougoslavie. Il a notamment été le gardien titulaire à la coupe du monde 1974.

## Carrière d'entraîneur de gardien
- 1987-1990 : FK Velež Mostar
- 1993-1998 : Fortuna Düsseldorf
- 1998-2010 : Hertha BSC Berlin